# Philippe Lucas
Philippe Lucas (* 1. November 1963 in Saint-Cloud) ist ein ehemaliger französischer Fußballspieler.

## Spielerkarriere
Lucas wuchs im Großraum der französischen Hauptstadt Paris auf und begann bei einem dort angesiedelten Verein aus Louveciennes das Fußballspielen, ehe er in die Jugendabteilung des Profiklubs EA Guingamp aufgenommen wurde. Er war 16 Jahre alt, als er 1980 in die Zweitligamannschaft des Vereins berufen wurde und sich in dieser nach kurzer Zeit etablieren konnte. 
1982 wurde er vom Erstligisten FC Sochaux abgeworben und sicherte sich nach einiger Zeit einen Stammplatz. Er war im defensiven Mittelfeld gesetzt und blieb dem Verein auch treu, nachdem dieser 1987 in die Zweitklassigkeit abgestiegen war; ein Jahr später gelang dem Team der direkte Wiederaufstieg. Gleichzeitig schaffte er den Einzug ins nationale Pokalfinale 1988, stand aber bei der Niederlage im Elfmeterschießen gegen den FC Metz nicht auf dem Platz. Dank eines vierten Platzes in der Erstligasaison 1988/89 erhielt der Klub die Starterlaubnis für die kommende Spielzeit im europäischen Wettbewerb, womit Lucas erstmals auf internationaler Ebene auflief. Als Sochaux danach wieder um den Klassenerhalt kämpfen musste, kehrte der Spieler dem Verein 1992 nach zehn Jahren den Rücken.
Im selben Jahr unterschrieb Lucas beim Ligakonkurrenten Girondins Bordeaux, wo er trotz seines Alters von rund 30 Jahren zu den Leistungsträgern in einer Mannschaft zählte, die von 1993 an dreimal in Folge den europäischen Wettbewerb erreichte. Zuletzt führte der Weg Bordeaux bis ins UEFA-Cupfinale 1996, das allerdings gegen Bayern München verloren wurde. Lucas, der in beiden Finalspielen auf dem Platz stand und bis zuletzt Stammspieler gewesen war, beendete im Anschluss daran mit 32 Jahren nach 372 Erstligapartien mit zwei Toren und 86 Zweitligapartien mit sechs Toren für eine Beendigung seiner Laufbahn. Anschließend blieb er Bordeaux als Jugendtrainer erhalten.